# Vauxhall 30-98
La 30-98 è un'autovettura prodotta dalla Vauxhall dal 1913 al 1915 e dal 1919 al 1927. Dagli appassionati il modello è anche conosciuto con il codice del telaio, E-Type.
È considerata una delle più famose e riuscite vetture sport britanniche, ed è uno tra gli ultimi modelli di auto rappresentanti l'età edoardiana.
È stata disponibile con tre tipi di carrozzeria, torpedo due e quattro posti e coupé. Il motore era installato anteriormente, mentre la trazione era posteriore.

## Storia

### 1913-1915
La prima 30-98 è stata costruita sotto la guida del venditore di auto e pilota automobilistico Joseph Higginson. La 30-98 non era però un modello da competizione, bensì una veloce torpedo.  Prima della consegna ai clienti, gli esemplari venivano testati dalla Vauxhall.
Il telaio della 30-98 derivava da quello della Prince Henry. A differenza di quest'ultima, la 30-98 aveva però una differente calandra. Per il motore, il progettista della 30-98, Laurence Pomeroy, prese come base il propulsore della Prince Henry e ne modificò l'alesaggio e l'albero a gomiti.
Dal 1913 al 1915, prima cioè dello scoppio della prima guerra mondiale, furono prodotti solo 13 esemplari di 30-98, che furono tutti destinati a piloti selezionati. L'ultimo esemplare assemblato invece fu riservato a Kent Karslake, amministratore delegato della Vauxhall. La produzione riprese poi nel 1919, a conflitto terminato. Infatti, in tempo di guerra l'industria automobilistica britannica fu convertita nelle forniture belliche.
Il nome della 30-98 potrebbe derivare dalla potenza erogata dal motore. Essa era infatti 30 bhp a 1.000 giri al minuto e 98 bhp a 3.000 giri al minuto. Un'altra spiegazione dell'origine del nome è riconducibile alle misure dell'alesaggio e della corsa, che corrispondono, rispettivamente, a 30 mm e 98 mm.

### 1919-1927

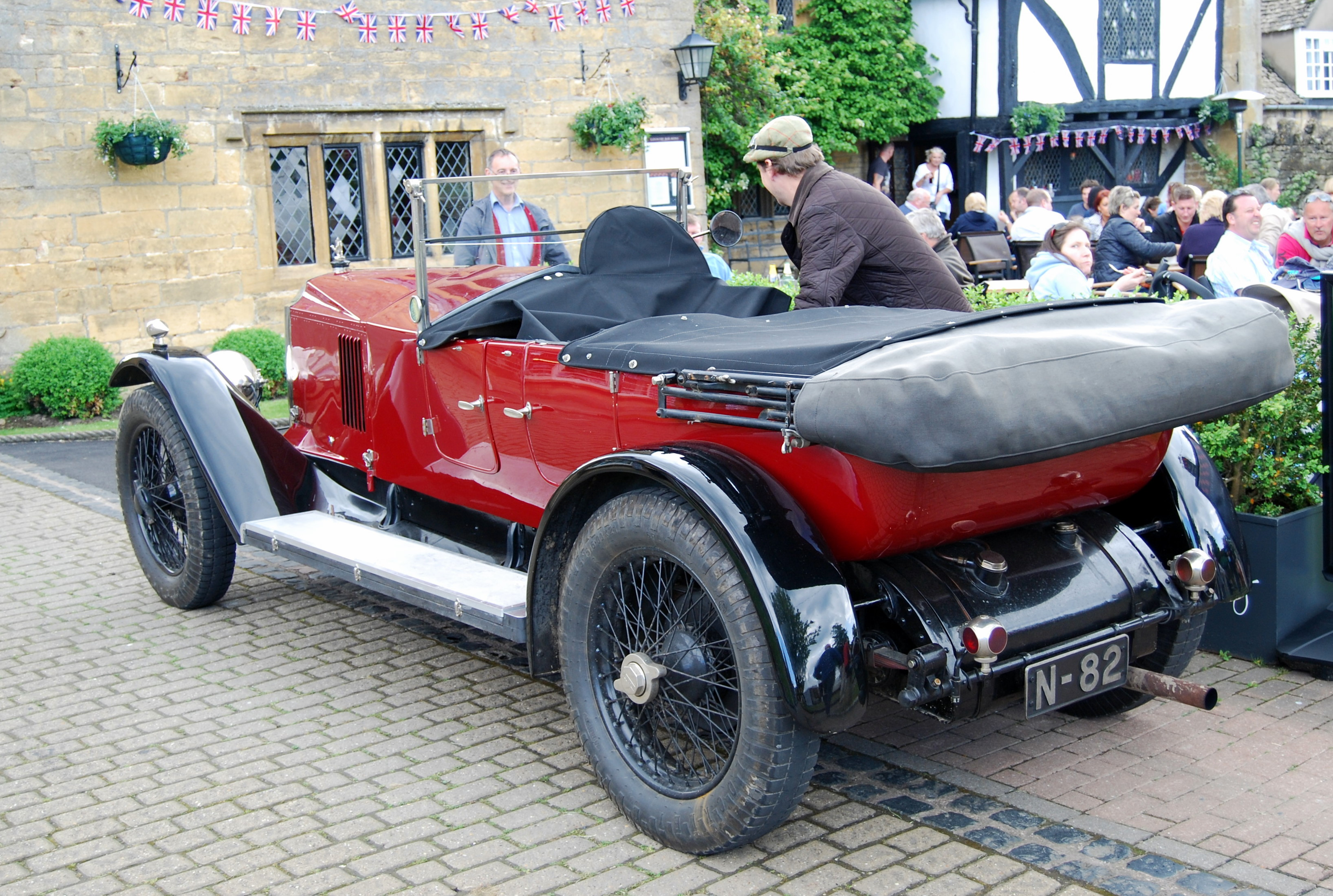
Il retro di una Vauxhall 30-98 OE Velox torpedo del 1924

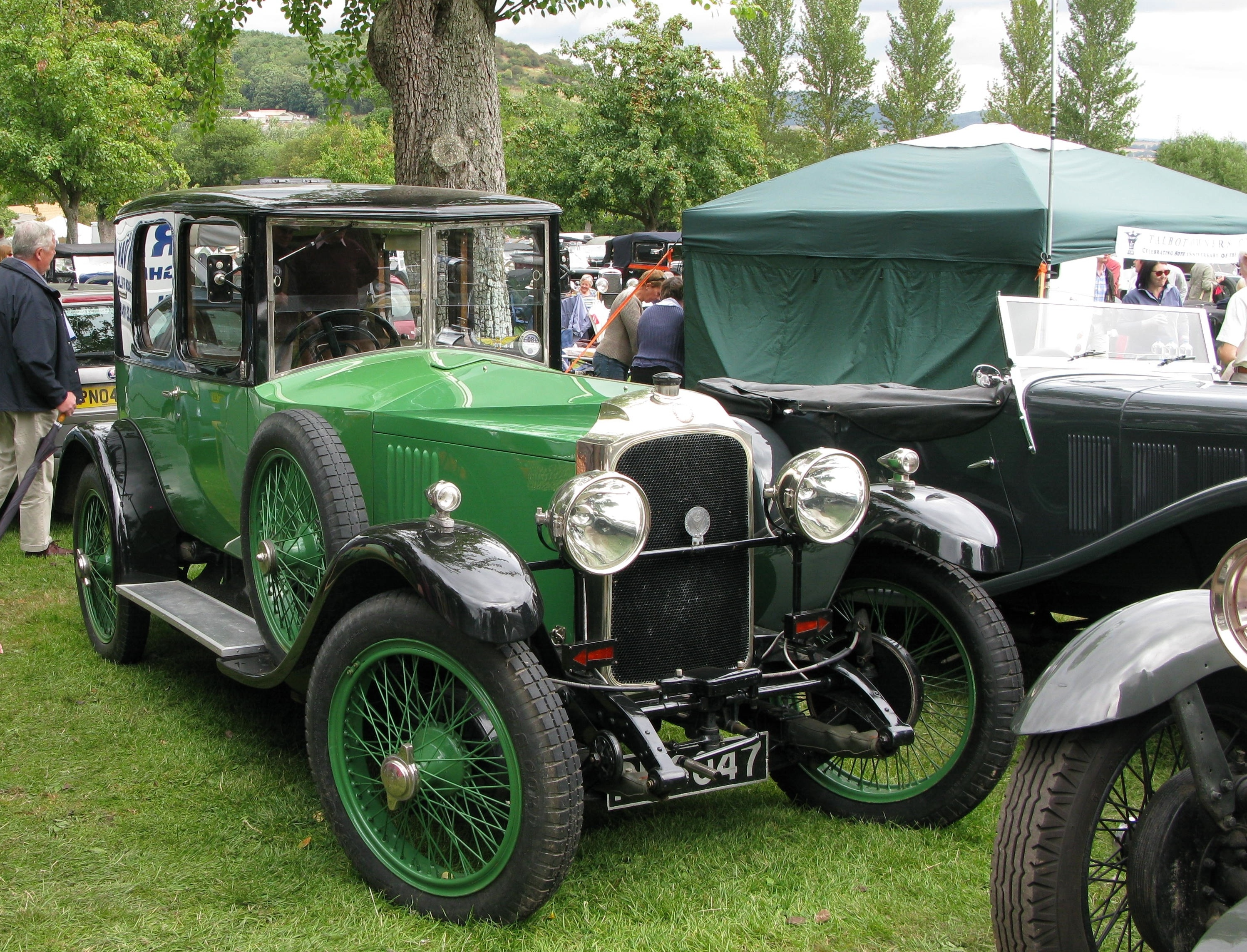
Una Vauxhall 30-98 due porte berlina

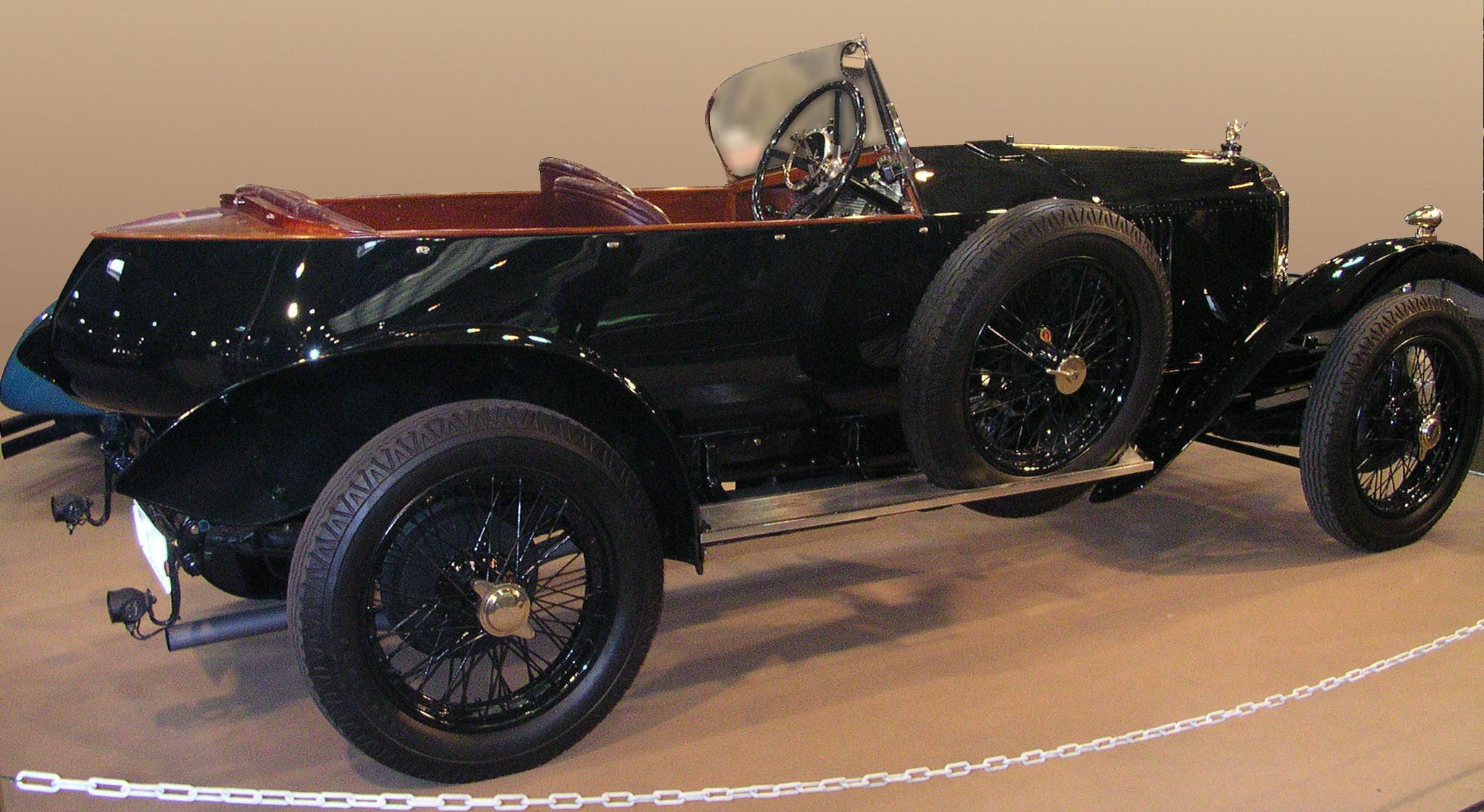
Una Vauxhall 30-98 Wensum torpedo del 1924

Quando la produzione riprese nel 1919, per la 30-98 fu disponibile tra gli optional (a 50 sterlina) il motorino di avviamento elettrico, che era però offerto di serie sulla 25 hp. Erano però disponibili di serie, sulla 30-98, i fanali elettrici, il tachimetro e la ruota di scorta. I clienti potevano scegliere tra un cofano in alluminio lucidato ed un cofano verniciato in tinta con la carrozzeria. Nel 1922 i fanali elettrici diventarono sei, e l'equipaggiamento comprendeva un quadro strumenti più completo oltre che un clacson elettrico. Dal 1927 la 30-98 ebbe in dotazione anche dei sedili singoli regolabili, delle ruote a raggi, due ruote di scorta ed un tergicristallo per il parabrezza.
La carrozzeria standard era torpedo Velox quattro posti. Sebbene la 30-98 fosse leggera ed elegante, i passeggeri posteriori non sedevano molto comodamente per via della scarsità di spazio. Il catalogo del 1920 includeva anche la Velox coupé, che era caratterizzata dall'avere un sedile per il guidatore che era separato da quelli degli altri passeggeri. Il corpo vettura era piuttosto resistente sebbene per la realizzazione del telaio fosse stato utilizzato il legno. La struttura era però relativamente leggera, soprattutto grazie all'uso del materiale citato. Nel 1924 fu introdotta la versione Wensum, che era caratterizzata dall'avere una coda a forma di nave. Questo stile era relativamente in voga a metà degli anni venti. Le 30-98 con questo corpo vettura non erano però assemblate sulle stesse linee produttive della Velox.
Il primo tipo di motore installato, che aveva come sigla identificativa "E", derivava dal propulsore della Prince Henry. Era pertanto a quattro cilindri in linea  ma, rispetto al motore antenato, aveva una cilindrata maggiore, per la precisione 4.525 cm³. Questa nuova cilindrata fu determinata dall'aumento della corsa, che passò da 140 a 150 mm. L'alesaggio invece era di 98 mm. Come il suo predecessore, era a valvole laterali. L'albero a gomiti era vincolato da cinque supporti di banco. Era installato un solo carburatore Zenith. Questo motore erogava 90 bhp a 3.000 giri al minuto e fu prodotto in 274 unità. Questo motore "E" venne progettato da Laurence Pomeroy.
Nel novembre del 1922 fu annunciato l'aggiornamento del motore. Il propulsore ora era a valvole in testa e venne denominato "OE". La corsa tornò ai valori originali del motore della Prince Henry, e quindi la cilindrata si ridusse a 4.225 cm³. La potenza, di conseguenza, diminuì del 30%. La coppia ai bassi regimi fu però migliorata. Nel contempo, furono anche aumentate le dimensioni del corpo vettura, e da ciò conseguì un maggiore spazio ed un migliore comfort per i passeggeri. Di questo motore ne furono prodotti 313 esemplari. Il progetto del nuovo motore "OE" fu invece realizzato da Clarence Evelyn King.
I due motori erano installati su un telaietto ausiliario montato sul telaio principale. Le sospensioni erano a balestra semiellittica sulle quattro ruote, ed erano installati, sia all'avantreno che al retrotreno, degli ammortizzatori. Nel retrotreno era montato invece un assale rigido. Il cambio era quattro rapporti, mentre lo sterzo era a vite senza fine.
I freni erano a tamburo ed agivano, tramite un pedale, sulla trasmissione. Il freno di stazionamento operava invece sulle ruote posteriori. I freni agenti sulle ruote anteriori furono disponibili dal 1923; all'inizio operavano tramite un doppio cavo, ma dal 1926 diventarono idraulici. Questi freni si affiancarono comunque a quelli che agivano sulla trasmissione. Nel 1927 l'intero impianto frenante fu sostituito da un sistema analogo, ma completamente idraulico.
Il prezzo di vendita nel 1919 era di 1.125 sterline.
L'ultimo esemplare di 30-98 fu prodotto nel 1927. Gli ultimi modelli avevano un motore che erogava 120 bhp di potenza a 3.500 giri al minuto.

## Le competizioni
Entro il 1920, la 30-98 riuscì a costruirsi anche una buona reputazione come auto da competizione. Più tardi, con l'introduzione del motore OE, il modello fu in grado di superare le 100 mph (160 km/h) e ciò ebbe ripercussioni anche nelle gare.
Dopo la fine della prima guerra mondiale, dato che la Vauxhall non aveva un reparto corse molto organizzato, la 30-98 non partecipò più a gare sotto le insegne ufficiali della casa automobilistica. Ebbe invece successo con scuderie private.

## Gli esemplari prodotti
- 1913 - 1915: 13 esemplari[3]
- 1919 - 1922: 261 esemplari[5]
- 1922 - 1927: 313 esemplari[11]